# Wejdyki
Wejdyki (niem. Weydicken, Weidicken) – wieś w Polsce położona w województwie warmińsko-mazurskim, w powiecie giżyckim, w gminie Ryn.
W latach 1975–1998 miejscowość administracyjnie należała do województwa suwalskiego.
Wieś położona jest nad Jeziorem Ryńskim.

## Części wsi
| SIMC    | Nazwa   | Rodzaj     |
| ------- | ------- | ---------- |
| 1045476 | Ruminek | przysiółek |

## Historia
Wieś założył wielki mistrz krzyżacki Michał Küchmeister von Sternberg nadając 22 stycznia 1415 roku Marcinowi Jaśkowi, Marcinowi Resowi i Markowi Polakowi po 10 włók na prawie magdeburskim. Miejscowość początkowo nazywała się Caithemedien, później Waidikaimem. Nazwy wskazują, że pierwotnie mieszkała tu ludność pruska.
W roku 1488 wielki mistrz Martin von Wetzhausen przekazał majątek ziemski Miśkowi i Jerzemu Pirogom.
W roku 1539 obok majątku było tu 12 gospodarstw chłopskich o powierzchni dwóch włók każde. Mieszkańcami wsi byli wówczas sami Polacy. W XVII wieku miejscowy majątek ziemski był w posiadaniu rodziny szlacheckiej Gardlińskich.
Po dżumie w latach 1710–1711 w Wejdykach 19 włók leżało odłogiem.
Szkoła w Wejdykach została założona w 1742 roku. Po II wojnie światowej uruchomiono tu 1 września 1947 roku. Ze względu na małą liczbę uczniów szkoła została zlikwidowana w czerwcu 1964 roku.
W latach 1954–1972 Wejdyki należały do gromady w Rynie.

## Demografia
W roku 1816 było tu 28 gospodarstw chłopskich.
W roku 1939 w Wejdykach mieszkało 246 osób, a wieś miała powierzchnię 648 ha. W roku 1970 mieszkało tu 165 mieszkańców w 35 domach. Wieś miała wówczas powierzchnię 463 ha.